# Libythea cinyras
Libythea cinyras (лат.) — исчезнувший в 1870-х годах вид бабочек из семейства нимфалиды. Единственный известный науке экземпляр вида с изрядно потрёпанными крыльями и уже отломанными головой и брюшком хранится в лондонском Музее естествознания.

## Описание
Вид являлся эндемиком Маврикия. Известен только по голотипу — единственному экземпляру, который был пойман в 1865 году в округе Мока, находящимся в центральной части острова Маврикий. Натуралист Колвилл Барклай, добывший этот экземпляр бабочки, отметил, что вид был очень малочисленным на острове. В последующем времени другие экземпляры этого вида бабочек так и не удалось найти на острове. Вид считается полностью вымершим. Причины вымирания точно не известны, но, вероятно, связаны с активной антропогенной деятельностью человека и изменением природных мест обитания на острове.
Исследование филогении бабочек рода Libythea показало, что наиболее близким к Libythea cinyras видом является Libythea narina, распространённая в Юго-Восточной Азии.